# Szwecja na Mistrzostwach Europy w Lekkoatletyce 2014
Szwecja na Mistrzostwach Europy w Lekkoatletyce 2014 – reprezentacja Szwecji podczas Mistrzostw Europy w Zurychu liczyła 60 zawodników.

## Występy reprezentantów Szwecji

### Mężczyźni

#### Konkurencje biegowe
| Konkurencja                   | Zawodnik                                                            | Eliminacje | Eliminacje | Półfinał | Półfinał | Finał    | Finał |
| Konkurencja                   | Zawodnik                                                            | Rezultat   | Poz.       | Rezultat | Poz.     | Rezultat | Poz.  |
| ----------------------------- | ------------------------------------------------------------------- | ---------- | ---------- | -------- | -------- | -------- | ----- |
| Bieg na 100 m                 | Patrik Andersson                                                    | 10,61      | =32.       | NQ       | NQ       | NQ       | NQ    |
| Bieg na 100 m                 | Tom Kling-Baptiste                                                  | 10,50      | 29.        | NQ       | NQ       | NQ       | NQ    |
| Bieg na 100 m                 | Odain Rose                                                          | 10,53      | 30.        | NQ       | NQ       | NQ       | NQ    |
| Bieg na 200 m                 | Nil de Oliveira                                                     | 20,93      | 20.        | NQ       | NQ       | NQ       | NQ    |
| Bieg na 200 m                 | Johan Wissman                                                       | 20,82      | 18.        | NQ       | NQ       | NQ       | NQ    |
| Bieg na 400 m                 | Johan Wissman                                                       | 46,93      | 33.        | NQ       | NQ       | NQ       | NQ    |
| Bieg na 800 m                 | Andreas Almgren                                                     | 1:48,22    | 14. Q      | 1:47,55  | 10.      | NQ       | NQ    |
| Bieg na 800 m                 | Rickard Gunnarsson                                                  | 1:50,58    | 32.        | NQ       | NQ       | NQ       | NQ    |
| Bieg na 800 m                 | Johan Rogestedt                                                     | 1:48,19    | 13. q      | 1:53,70  | 16.      | NQ       | NQ    |
| Bieg na 1500 m                | Jonas Leandersson                                                   | 3:49,64    | 27.        | —        | —        | NQ       | NQ    |
| Bieg na 10 000 m              | Adil Bouafif                                                        | —          | —          | —        | —        | DNF      | —     |
| Bieg na 10 000 m              | Mikael Ekvall                                                       | —          | —          | —        | —        | 30:04,93 | 16.   |
| Maraton                       | Patrik Engström                                                     | —          | —          | —        | —        | DNF      | —     |
| Maraton                       | Fredrik Johansson                                                   | —          | —          | —        | —        | 2:23:10  | 38.   |
| Maraton                       | Emil Lerdahl                                                        | —          | —          | —        | —        | 2:27:17  | 47.   |
| Maraton                       | Mustafa Mohamed                                                     | —          | —          | —        | —        | 2:19:29  | 25.   |
| Maraton                       | David Nilsson                                                       | —          | —          | —        | —        | DNF      | —     |
| Maraton                       | Daniel Woldu                                                        | —          | —          | —        | —        | DNF      | —     |
| Bieg na 110 m ppł             | Alexander Brorsson                                                  | 13,92      | 26.        | NQ       | NQ       | NQ       | NQ    |
| Bieg na 3000 m z przeszkodami | Daniel Lundgren                                                     | 8:43,98    | 20.        | —        | —        | NQ       | NQ    |
| Sztafeta 4 × 100 m            | Tom Kling-Baptiste Stefan Tärnhuvud Alexander Brorsson Erik Hagberg | 39,27      | 10.        | —        | —        | NQ       | NQ    |
| Chód na 20 km                 | Andreas Gustafsson                                                  | —          | —          | —        | —        | DNF      | —     |
| Chód na 20 km                 | Perseus Karlström                                                   | —          | —          | —        | —        | 1:24:41  | 17.   |
| Chód na 50 km                 | Andreas Gustafsson                                                  | —          | —          | —        | —        | DSQ      | —     |
| Chód na 50 km                 | Ato Ibáñez                                                          | —          | —          | —        | —        | 3:48:42  | 10.   |
| Chód na 50 km                 | Perseus Karlström                                                   | —          | —          | —        | —        | DNS      | —     |

#### Konkurencje techniczne
| Zawodnik       | Konkurencja            | Eliminacje | Eliminacje | Finał    | Finał   |
| Zawodnik       | Konkurencja            | Rezultat   | Pozycja    | Rezultat | Pozycja |
| -------------- | ---------------------- | ---------- | ---------- | -------- | ------- |
| Skok o tyczce  | Alhaji Jeng            | DNS        | —          | NQ       | NQ      |
| Skok o tyczce  | Melker Svärd-Jacobsson | 5,30       | 19.        | NQ       | NQ      |
| Skok w dal     | Michel Tornéus         | 7,81       | 9. q       | 8,09     | 5.      |
| Pchnięcie kulą | Leif Arrhenius         | 19,54      | 17.        | NQ       | NQ      |
| Rzut dyskiem   | Niklas Arrhenius       | NM         | —          | NQ       | NQ      |
| Rzut dyskiem   | Axel Härstedt          | 61,51      | 12. q      | 60,01    | 12.     |
| Rzut dyskiem   | Daniel Ståhl           | 59,01      | 24.        | NQ       | NQ      |
| Rzut młotem    | Markus Johansson       | 69,21      | 20.        | NQ       | NQ      |
| Rzut oszczepem | Kim Amb                | NM         | —          | NQ       | NQ      |
| Rzut oszczepem | Gabriel Wallin         | 73,16      | 26.        | NQ       | NQ      |
| Dziesięciobój  | Marcus Nilsson         | —          | —          | DNF      | —       |
| Dziesięciobój  | Fabian Rosenquist      | —          | —          | 7546     | 19.     |

### Kobiety

#### Konkurencje biegowe
| Konkurencja                   | Zawodniczka                                                                      | Eliminacje | Eliminacje | Półfinał | Półfinał | Finał    | Finał |
| Konkurencja                   | Zawodniczka                                                                      | Rezultat   | Poz.       | Rezultat | Poz.     | Rezultat | Poz.  |
| ----------------------------- | -------------------------------------------------------------------------------- | ---------- | ---------- | -------- | -------- | -------- | ----- |
| Bieg na 100 m                 | Daniella Busk                                                                    | 11,76      | 31.        | NQ       | NQ       | NQ       | NQ    |
| Bieg na 200 m                 | Iréne Ekelund                                                                    | 23,38      | =15. Q     | 23,26    | =13.     | NQ       | NQ    |
| Bieg na 800 m                 | Lovisa Lindh                                                                     | 2:01,73    | =7. Q      | 2:02,60  | 12.      | NQ       | NQ    |
| Bieg na 1500 m                | Abeba Aregawi                                                                    | 4:11,64    | 9. Q       | —        | —        | 4:05,08  |       |
| Bieg na 5000 m                | Meraf Bahta                                                                      | —          | —          | —        | —        | 15:31,39 |       |
| Maraton                       | Lena Eliasson                                                                    | —          | —          | —        | —        | 2:43:12  | 38.   |
| Maraton                       | Annelie Johansson                                                                | —          | —          | —        | —        | 2:42:04  | 30.   |
| Maraton                       | Charlotte Karlsson                                                               | —          | —          | —        | —        | 2:42:29  | 34.   |
| Maraton                       | Hanna Lindholm                                                                   | —          | —          | —        | —        | 2:44:05  | 42.   |
| Maraton                       | Frida Lundén                                                                     | —          | —          | —        | —        | 2:42:18  | 32.   |
| Bieg na 3000 m z przeszkodami | Charlotta Fougberg                                                               | 9:52,04    | 9. Q       | —        | —        | 9:30,16  |       |
| Sztafeta 4 × 100 m            | Iréne Ekelund Isabelle Eurenius Daniella Busk Pernilla Nilsson Hanna Adriansson* | 43,80      | 8. q       | —        | —        | 44,36    | 6.    |

#### Konkurencje techniczne
| Konkurencja    | Zawodniczka        | Eliminacje | Eliminacje | Finał    | Finał   |
| Konkurencja    | Zawodniczka        | Rezultat   | Pozycja    | Rezultat | Pozycja |
| -------------- | ------------------ | ---------- | ---------- | -------- | ------- |
| Skok wzwyż     | Emma Green-Tregaro | 1,89       | =7. q      | 1,90     | =9.     |
| Skok o tyczce  | Angelica Bengtsson | 4,45       | 5. q       | 4,45     | 5.      |
| Skok w dal     | Erica Jarder       | 6,52       | 10. q      | 6,39     | 8.      |
| Pchnięcie kulą | Frida Åkerström    | 14,98      | 16.        | NQ       | NQ      |
| Rzut dyskiem   | Sofia Larsson      | 54,22      | 11. q      | 51,81    | 11.     |
| Rzut dyskiem   | Julia Wiberg       | 52,40      | 15.        | NQ       | NQ      |
| Rzut młotem    | Tracey Andersson   | 65,72      | 14.        | NQ       | NQ      |
| Rzut młotem    | Ida Storm          | 60,82      | 21.        | NQ       | NQ      |
| Rzut oszczepem | Sofi Flinck        | 57,53      | 12. Q      | 56,68    | 12.     |
| Siedmiobój     | Jessica Samuelsson | —          | —          | DNF      | —       |